# Svářková ocel
Svářková ocel byla výsledkem dnes již opuštěného způsobu výroby oceli. Vyráběla se v pudlovnách zkujňováním (tedy snižováním obsahu uhlíku působením vzduchu) surového železa v plamenné pudlovací peci. Surové železo a šrot se při míchání (pudlování) a za přístupu vzduchu zpracovával v těstovitou hmotu při 1300 °C (tj. nebyla dosažena teplota tavení; navíc tím, jak postupovalo snižování obsahu uhlíku, teplota tavení rostla). Ze vzniklé ocelové čočky se následně bucharem vykovaly tyče a zároveň se tak odstraňovala struska. Tyče se následně rozválcovaly na tlusté plechy, které se ve svazích na válcích kovářsky nebo tavením svařovaly. Pak se z nich vyválcovala tvarová ocel (profily). Postup byl vynalezen Angličanem Henrim Cortem v letech 1783–1784.
Velký obsah zaválcované strusky způsoboval vrstevnatost materiálu. Pro malý obsah uhlíku dosahuje ocel meze pevnosti v tahu 330 až 400 MPa, tažnost se pohybuje od 12 do 25 %. Vlastnosti oceli jsou značně rozdílné ve směru válcování (vyšší) a kolmo ke směru válcování. Svářková ocel se používala v českých zemích do konce 19. století.
Svářková ocel vyráběná pudlováním měla široký rozsah využití. Byla vyráběna tyčová a profilová ocel, plechy a dráty, ale i nástroje. Bylo z ní postaveno nespočetně mostů, mezi jinými např. řetězový most Menai v roce 1826, most Britannia v roce 1850, původní Dombrücke v Kolíně nad Rýnem, viadukt Garabit nebo Ponte Maria Pia a Ponte Dom Luís I v Portu. Také ve své době nejvyšší stavba světa, Eiffelova věž, byla postavena z dílů vyrobených ze svářkové oceli.
V Čechách byl touto metodou výroby zkonstruován např. původní Vyšehradský železniční most v Praze (1871), nahrazený v letech 1900–1901 novým, vyrobeným již z plávkové oceli.
Ještě roku 1903 byla firmou Leon Gottlieb Bondy z Holešovic-Buben postavena ze svářkové oceli ocelová část mostu mezi špitálem Kuks a obcí.